# Cliff Village
Cliff Village é uma vila localizada no estado americano de Missouri, no Condado de Newton.

## Demografia
Segundo o censo americano de 2000, a sua população era de 33 habitantes.
Em 2006, foi estimada uma população de 35, um aumento de 2 (6.1%).

## Geografia
De acordo com o United States Census Bureau tem uma área de
0,1 km², dos quais 0,1 km² cobertos por terra e 0,0 km² cobertos por água.

## Localidades na vizinhança
O diagrama seguinte representa as localidades num raio de 4 km ao redor de Cliff Village.